# Domenico Savelli
Domenico Savelli (Speloncato, 15 settembre 1792 – Roma, 30 agosto 1864) è stato un cardinale della Chiesa cattolica italiano nominato da papa Pio IX.

## Biografia

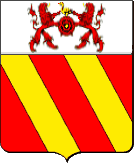
Stemma famiglia Savelli

Nacque a Speloncato in Corsica il 15 settembre 1792, era figlio del nobile Gregorio Maria Savelli (imparentato lontanamente con la nobile famiglia Savelli di Roma) e di Agata Maria Arrighi.
Dal 1849, alla restaurazione del Governo pontificio, fino alla sua elevazione a cardinale, ricoprì la carica di ministro degli Interni e della polizia.
Papa Pio IX lo elevò al rango di cardinale nel concistoro del 7 marzo 1853 col titolo di Santa Maria in Aquiro.
Morì il 30 agosto 1864 a Roma all'età di 71 anni.